# Esteban Martínez
Esteban Manuel Martínez Salas (1954) es un botánico mexicano. Publica, entre otras, en Acta Botanica Hungarica.
Desarrolla actividades académicas en el Instituto de Biología, de la Universidad Nacional Autónoma de México.

## Algunas publicaciones
- Alvarado, L, E. Martínez, P. Feria, L. Eguiarte, H. M. Hernández, G. Midgley y M. Olson. 2013. To converge or not to converge in environmental space: testing for similar environments between analogous succulent plants in North America and Africa. Ann. of Botany, 111(6): 1125-1138

- Borhidi, A, E. Martínez, S. Salas-Morales. 2013. Estudios sobre Rubiáceas Mexicanas XL, Tres nuevas especies del género Bouvardia Salisb. y la revalidación de una especie omisa de Centroamérica. Acta Botanica Hungarica, 55(1): 1-16

- Borhidi, A, E. Martínez, S. Salas-Morales. 2013. Estudios sobre Rubiáceas Mexicanas XLI, Tres nuevas especies del género Randia L. Acta Botanica Hungarica, 55(1): 17-25

- Borhidi, A, E. Martínez. 2013. Estudios sobre Rubiáceas Mexicanas XLII, Una nueva especie del género Arachnothryx (Rubiaceae, Guettardeae) en Jalisco, México. Acta Botanica Hungarica, 55(3): 223-226

- Martínez, E, C. H. Ramos. 2013. Lacandonia schismatica una línea evolutiva nueva. 130-131. En: A. Cruz-Angón, E. D. Melgarejo, F. Camacho-Rico, K. C. Nájera-Conchero (comps.) La Biodiversidad de Chiapas: Estudio de Estado. Comisión Nacional para el Conocimiento y Uso de la Biodiversidad y Gobierno del Estado de Chiapas. México, D. F, México. Vol. 2, 431 pp.

- Ramos-Álvarez, C. H, E. Martínez. 2013. Una nueva especie del género Esenbeckia (Rutaceae) en México. Acta Botanica Hungarica, 55(3): 393-396
- La abreviatura «Martínez» se emplea para indicar a Esteban Martínez como autoridad en la descripción y clasificación científica de los vegetales.[2]